# Veľký Kýr
Veľký Kýr est une commune du district de Nové Zámky, dans la région de Nitra, en Slovaquie.

## Histoire
La première mention écrite du village date de 1113.

## Démographie

### Évolution de la population
| Année:               | 1994. | 2004.   | 2014.   | 2024.   |
| -------------------- | ----- | ------- | ------- | ------- |
| Nombre de personnes: | 3347  | 3092    | 3017    | 2931    |
| Différence:          |       | -7,61 % | -2,42 % | -2,85 % |

| Année:               | 2023. | 2024.   |
| -------------------- | ----- | ------- |
| Nombre de personnes: | 2963  | 2931    |
| Différence:          |       | -1,07 % |